# Attore teatrale

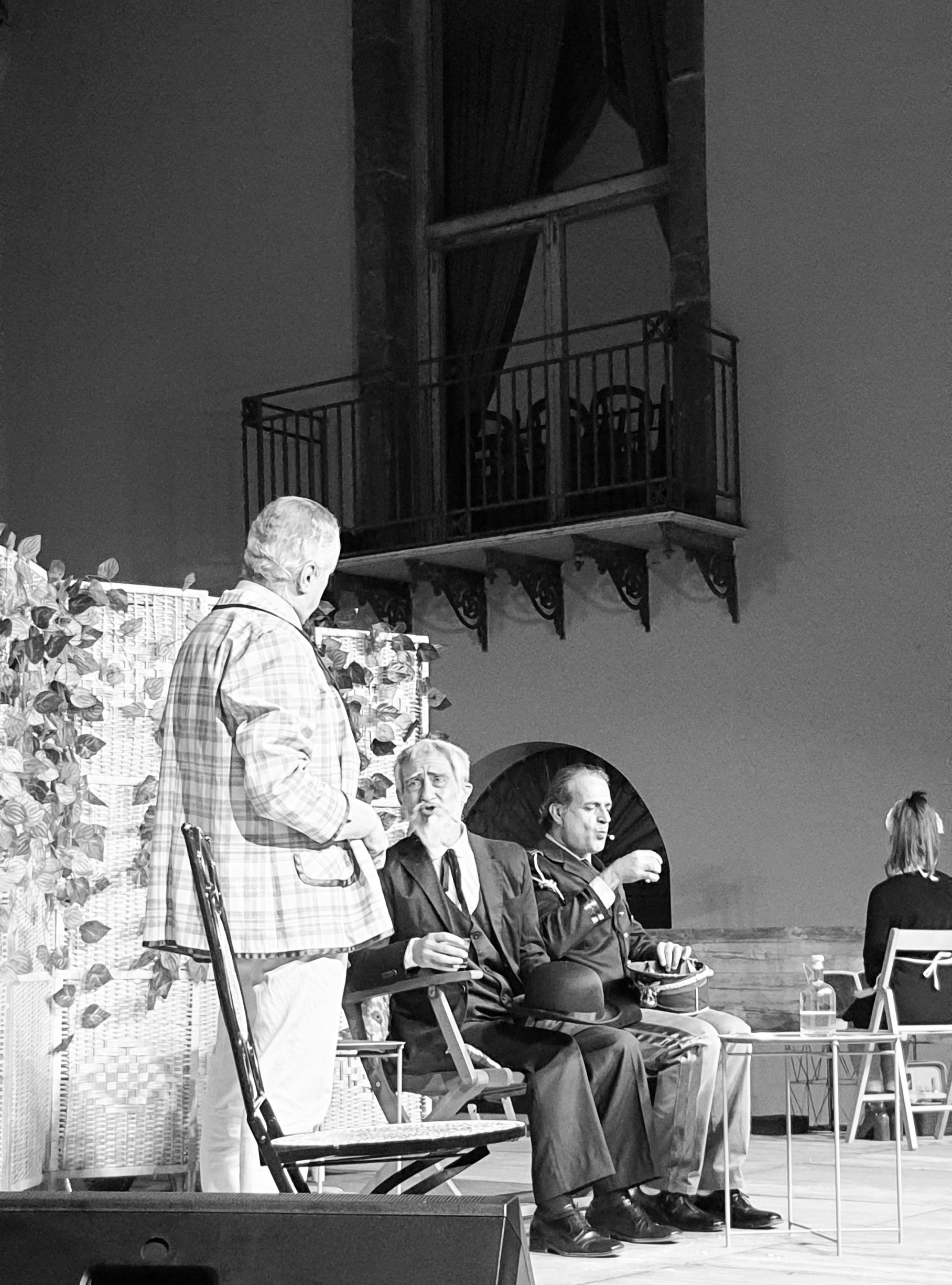
Attori teatrali in una performance pubblica

Un attore teatrale è colui che interpreta un ruolo in una produzione teatrale. Si può indicare come attore teatrale anche un artista di strada, o un artista che esegua una narrazione dal vivo anche al di fuori delle strutture deputate.
Un attore normalmente recita un personaggio. Nel caso di una storia vera, o una storia di un personaggio storico romanzata, un attore può recitare un personaggio reale, o una sua versione romanzata, eventualmente sé stesso.
Il semiologo Umberto Eco nel 1973 definì l'attore come «un'emittente multicanalizzata di messaggi a funzione poetica».
Patrice Pavis, nel suo dizionario del teatro, definisce l'attore teatrale come colui che, «recitando una parte o dando vita a un personaggio, si pone al centro dell'evento teatrale: esso costituisce il legame vivente tra il testo dell'autore, le direttive di recitazione del regista e lo sguardo e l'ascolto dello spettatore.»

## Centralità dell'attore teatrale
(Vsevolod Emil'evič Mejerchol'd, 1914)
Ampliando il concetto di attore teatrale, molti hanno fatto notare come un 'ruolo' o 'personaggio' non sono elementi indispensabili nel lavoro dell'attore, che in molti casi può addirittura farne a meno. L'improvvisazione, inoltre, aggiunge un altro elemento controverso, facendo coincidere autore ed esecutore ed eliminando il 'testo' come elemento codificato e preesistente.
Per quanto riguarda la figura del regista, infine, è opportuno notare come questa figura, relativamente recente, è entrata a pieno titolo nella pratica teatrale solo nei primi del Novecento: fino al 1932 il termine nella lingua italiana non esisteva affatto.
Dal Rinascimento fino all'età contemporanea, l'attore si identifica di volta in volta con il drammaturgo, e svolge contemporaneamente le funzioni di acrobata, saltimbanco, musico, poeta, burattinaio. Nell'Ottocento l'attore è il protagonista assoluto del palcoscenico, senza alcuna mediazione o direzione.
In esperienze successive, il teatro ha in qualche occasione fatto a meno persino del pubblico, trasformando l'esperienza teatrale in una ricerca personale.
È il caso di Grotowski, che dal 1969 e nei trent'anni successivi avviò una ricerca sull'azione fisica dell'attore in assoluta assenza di spettatori.
Come in nessun'altra esperienza performativa, l'attore è l'elemento centrale dell'evento teatrale,
il punto nodale da cui si sviluppano lo spazio, il tempo e la partitura visiva, acustica e gestuale di una rappresentazione.

## Storia
Iscrizioni egizie risalenti al 1820 a.C. circa documentano l'esistenza nell'antico Egitto di rappresentazioni vere e proprie, con uso di attori recitanti, oltre che danzatori e musicisti, nel contesto delle feste e celebrazioni in onore del faraone.
In Occidente, il primo caso documentato di recitazione da parte di un attore risale al 530 a.C., probabilmente il 23 novembre (sebbene le modifiche nel calendario negli anni rendono difficile determinare la data esatta) quando l'attore greco Tespi salì sul palco al Teatro di Atene in occasione delle feste di Dioniso e divenne il primo a parlare come personaggio in una rappresentazione. Gli espedienti della narrazione furono immediatamente rivoluzionati. Prima della invenzione di Tespi, le storie venivano tramandate con poemi, musica e danza ma con narrazione in terza persona: nessuno aveva assunto la parte del personaggio della storia. In omaggio a Tespi, gli attori furono chiamati Tespiani. Un mito del teatro tramanda sino ad oggi che Tespi esista come spirito malevolo e i disastri nel teatro talvolta sono ritenuti conseguenza del suo intervento spiritesco.

## Attori in parti femminili
Nel passato, il termine attore era riservato agli uomini. Le donne iniziarono a recitare solo nel XVII secolo, e allora si iniziò ad usare il termine attrice. Nell'antichità e nel Medioevo, era considerato disdicevole per una donna salire sul palcoscenico e questa percezione continuò sino al XVII secolo, quando a Venezia fu interrotta. Al tempo di William Shakespeare, le parti femminili erano interpretate da uomini o ragazzi, sebbene vi sia qualche elemento per sospettare che vi fossero donne che recitavano (illegalmente) mascherate da uomini.
Anche recitare una parte del sesso opposto per l'effetto comico è una lunga tradizione del teatro comico. 

## Attrici in parti maschili
Le attrici talvolta recitano le parti di ragazzi e bambini, perché per taluni aspetti una donna somiglia più ad un ragazzo di un uomo. La parte di Peter Pan, ad esempio, è tradizionalmente recitata da una donna. La tradizione del ragazzo protagonista nella pantomima è un altro esempio. Un adulto che reciti la parte di un ragazzo capita più in teatro che nel cinema.
Un esempio molto particolare è il teatro takarazuka, dove ruoli maschili sono recitati da donne (vedi anche otokoyaku, l'attrice che interpreta un ruolo maschile).
Un altro caso si ha nel doppiaggio dei cartoni animati, in cui i ragazzi sono generalmente doppiati da donne.
Nell'opera ci sono alcune parti maschili tradizionalmente cantate da voci femminili, normalmente di mezzosoprano. Esempi sono Hänsel in Hänsel und Gretel di Humperdinck, il paggio Cherubino ne Le nozze di Figaro di Mozart, Tancredi nell'omonima opera di Rossini e Romeo ne i Capuleti e i Montecchi di Vincenzo Bellini.

## Il lavoro dell'attore
L'elemento più importante nell'apprendimento del mestiere d'attore è quello che viene definito la presenza scenica.
Tale presenza è innanzitutto lo sviluppo di abilità fisiche e 'fisiologiche': in particolare:
1. la duttilità e la capacità di utilizzare il proprio corpo: l'azione dell'attore si sviluppa, collegandola all'uso della parola, con la gestualità e con la mimica, in una accurata precisione prossemica. L'uso della gestualità per integrare la verbalità, interagire con gli altri attori ed enfatizzare le parole o dare loro significati simbolici.
2. le possibilità offerte dell'utilizzo della voce: l'uso accurato dello strumento vocale per comunicare le caratteristiche del personaggio ed esprimerne le emozioni. Questo risultato si ottiene con l'attenzione alla dizione e all'intonazione mediante una corretta respirazione e articolazione. Si ottiene anche con il tono e l'enfasi che un attore mette nelle parole.
3. la creatività e l'ispirazione dell'attore possono essere stimolate da adeguati esercizi di rilassamento e di visualizzazione. La funzione di questi esercizi è principalmente quella di focalizzare l'attenzione cosciente sul lavoro creativo, disperdendo le frequenti tensioni legate a preoccupazioni di carattere personale o ad una più generale paura del pubblico e della prova in sé.

Gli aspetti interiori del percorso dell'attore si svolgono a diversi livelli: nello studio del personaggio, nell'osservazione che l'attore fa di sé stesso come individuo e negli aspetti psicologici ed emotivi dell'attore durante l'esecuzione.
Durante molti secoli di storia, l'arte drammatica ha cercato di rispondere ai problemi, in gran parte pratici, che pone la rappresentazione di un personaggio, spesso molto lontano dall'emotività e dalla psicologia dell'esecutore.
Esempi di noti attori teatrali furono, nel XVII secolo: Manuela Escamilla, Giovanni Battista Paghetti. Nel XVIII secolo: Juan Aldovera, Bartolomeo Andrea Camerani, María Antonia Fernández, Caterina Manzoni, Johann La Roche, Gaetano Casali, Isidoro Máiquez, Maddalena Marliani-Raffi, François-René Molé, Francesco Majani, Atanasio Zannoni. Nel XIX secolo: Louis-Fortuné-Adolphe de la Ferrière, Luigi Aliprandi, Anaïs Fargueil, Angelo Lipparini, Luigi Anzampamber, Siegfried Gotthelf Eckardt, Erminia Gherardi, Madame Pasca, Marie Prescott, Edward O'Connor Terry, Marianna Moro Lin, Amalia Vidari-Griffoni. Nel XX secolo: Ludvig Müller, Renée Dahon, Bab Christensen, Egidio Ebasko, Hanna Rovina, Norrie Woodhall.

## Premi di recitazione teatrale
- Premi Tony (teatro)
- Premi European Theatre (teatro)
- Premi Laurence Olivier (teatro)
- Premi Edinburgh Festival Fringe (teatro)